# 1977 Голяма награда на Великобритания
1977 Голяма награда на Великобритания е 28-ото за Голямата награда на Великобритания и десети кръг от сезон 1977 във Формула 1, провежда се на 16 юли 1977 година на пистата Силвърстоун близо до град Силвърстоун, Великобритания.

## История на кръга
Стартовият лист съдържа повече от 37 пилоти, най-вече заради географското положение на трасето Силвърстоун. Едно от най-очакваните имена при отборите е този на Рено, които правят дългоочаквания си дебют заедно с пилота Жан-Пиер Жабуй. Специално за това състезание Макларън участват с трима пилоти. Редом до действащия световен шампион Джеймс Хънт и Йохен Мас е и 27-годишния канадец Жил Вилньов, който впечатли Хънт по време на състезание от сериите Формула Атлантик. БРМ смени Кони Андершон с Гай Едуардс в опит да намерят място на стартовата решетка, докато Съртис и Инсайн назначи съответно Верн Шупан и Патрик Тамбей, който се опита да вземе участие в ГП на Франция на мястото на Лари Пъркинс в заводския отбор на последния.

### Квалификация
Заради многото записани пилоти за това състезание включително и пилотите от Група 8, специална квалификационна сесия се състоя в неделя, от която участват 14-има пилоти, не-членове на ФОКА. В тях не фигурира новия отбор на Рено, които са допуснати от организаторите да участват в главната квалификация. Жан-Пиер Жарие оглави пре-квалификацията, записвайки най-добро време пред Тамбей, Брет Лънгър, Артуро Мерцарио и Вилньов като те заедно с Брайън Хентън и Патрик Нев са допуснати да участват в главната квалификация, оставяйки извън нея Емилио де Вильота, Анди Сутклиф, Дейвид Пърли (който оцеля след зверска катастрофа в пре-квалификацията), Едуардс, Тони Тримър и Брайън Макгуайър. Испанецът де Вильота е допуснат да участва в квалификацията, след като Харалд Ертъл напусна отбора на Хескет и така отбора остана с един пилот.
Хънт зарадва публиката с пол-позиция, която е негова първа след ГП на ЮАР. Джон Уотсън се класира втори пред Ники Лауда, Джоди Шектър, Лотус-ите на Гунар Нилсон и Марио Андрети, Ханс-Йоахим Щук, Виторио Брамбила, Вилньов и Рони Петерсон. Алекс Рибейро пропусна състезанието за шести пореден път заедно с Клей Регацони, Хентън и де Вильота.

### Състезание
Около 80 хиляди зрители пристигнат в Силвърстоун, повечето от които са за Хънт. Джеймс прави лош старт, което помага на Уотсън да поеме водачеството пред Лауда и Шектър, които също изпревариха Макларън-а. Рупърт Кийгън регистрира първото отпадане в състезанието, след като е изпратен извън трасето, както и Петерсон с повреда в двигателя и Тамбей, чийто електроника му отказа на завоя Уъдкът. Дебютантът Вилньов се задържа в основната група зад Лотус-ите и пред Мас, който е зад волана на M26. Иън Шектър отпадна в шестата обиколка, докато Карлос Ройтеман излезе от трасето с проблем по предните спирачки. Въпреки че аржентинеца успя да избегне удар с някои от пилотите, той влезе в бокса за смяна на тръбата в една от предната спирачка.
В 10-а обиколка Хънт се доближи до Лауда, докато Вилньов изостана от Нилсон, но запазвайки позицията си пред Мас. Неочаквано канадецът влезе в бокса заради съмнение за проблем във водната температура, от което той загуби две обиколки. Следващият отпаднал е Рено-то на Жабуй с повреда в турбото, което сложи край на дебютното му състезание с новия отбор. Патрик Депайе напусна, след като катастрофира поради повреда в спирачките, следван от Шадоу-а на Рикардо Патрезе със загуба на налягане в горивото и Мерцарио с повреда в трансмисията. В 23-та обиколка Хънт изпревари Ферари-то на Лауда на завоя Уъдкът, след което започна да преследва лидера. Англичанинът успя да намали преднината на Брабам-а след преполовяването на половината дистанция, но северно-ирландеца успя да се отбрани от атаката на Хънт на завоя Уъдкът.
В 44-та обиколка Макларън-ът направи поредната атака, но Уотсън отново я отрази. Шест обиколки по-късно обаче, Брабам-а загуби налягане в маслото, пращайки Хънт начело. Северно-ирландецът спря в бокса, но механиците не успяват да оправят проблем като вместо това заредиха болида с гориво. Уотсън се върна на трасето 12-и, преди отново да влезе в бокса няколко обиколки след това, означавайки края на неговата му надпревара. Отпадането на Уотсън изкачи Джоди на безопасната трета позиция, след като Андрети загуби малко мощност в болида, а съотборника му Нилсон реши да остане зад американеца до 53-та обиколка, където шведа мина пред него за четвърта позиция. След това Гунар преследва Волф-а на Шектър, който се опита да отговори на темпото зададено от шведа, преди двигателя му да гръмне в 60-а обиколка. Андрети за кратко се изкачи на четвърто място преди и неговия Косуърт да гръмне.
Хънт завърши със стил, записвайки първата си победа за сезона. Лауда финишира втори, което му помогна да увеличи преднината си пред Андрети в класирането при пилотите. Нилсон пресече финалната права трети, изоставайки от Ферари-то на секунда най-вече заради факта, че шведа престоя зад Андрети дълго време. Мас, Щук и Жак Лафит, докато Брамбила остана седми зад Алън Джоунс, Жарие, Нев, Вилньов (затворен два пъти от лидерите), Шупан, Лънгър и Ройтеман.

## Класиране
| Поз  | No | Пилот             | Конструктор       | Обиколки | Време/Отпадане  | Място | Точки |
| ---- | -- | ----------------- | ----------------- | -------- | --------------- | ----- | ----- |
| 1    | 1  | Джеймс Хънт       | Макларън-Форд     | 68       | 1:31:46.06      | 1     | 9     |
| 2    | 11 | Ники Лауда        | Ферари            | 68       | +18.31          | 3     | 6     |
| 3    | 6  | Гунар Нилсон      | Лотус-Форд        | 68       | +19.57          | 5     | 4     |
| 4    | 2  | Йохен Мас         | Макларън-Форд     | 68       | +47.76          | 11    | 3     |
| 5    | 8  | Ханс-Йоахим Щук   | Брабам-Алфа Ромео | 68       | + 1:11.73       | 7     | 2     |
| 6    | 26 | Жак Лафит         | Лижие-Матра       | 67       | + 1 Об.         | 15    | 1     |
| 7    | 17 | Алън Джоунс       | Шадоу-Форд        | 67       | + 1 Об.         | 12    |       |
| 8    | 19 | Виторио Брамбила  | Съртис-Форд       | 67       | + 1 Об.         | 8     |       |
| 9    | 34 | Жан-Пиер Жарие    | Пенске-Форд       | 67       | + 1 Об.         | 20    |       |
| 10   | 27 | Патрик Нев        | Марч-Форд         | 66       | + 2 Об.         | 26    |       |
| 11   | 40 | Жил Вилньов       | Макларън-Форд     | 66       | + 2 Об.         | 9     |       |
| 12   | 18 | Верн Шупан        | Съртис-Форд       | 66       | + 2 Об.         | 23    |       |
| 13   | 30 | Брет Лънгър       | Макларън-Форд     | 64       | + 4 Об.         | 19    |       |
| 14   | 5  | Марио Андрети     | Лотус-Форд        | 62       | Двигател        | 6     |       |
| 15   | 12 | Карлос Ройтеман   | Ферари            | 62       | + 6 Об.         | 14    |       |
| Отп  | 7  | Джон Уотсън       | Брабам-Алфа Ромео | 60       | Горивна система | 2     |       |
| Отп  | 20 | Джоди Шектър      | Волф-Форд         | 59       | Двигател        | 4     |       |
| Отп  | 28 | Емерсон Фитипалди | Фитипалди-Форд    | 42       | Дросел          | 22    |       |
| Отп  | 37 | Артуро Мерцарио   | Марч-Форд         | 28       | Трансмисия      | 17    |       |
| Отп  | 16 | Рикардо Патрезе   | Шадоу-Форд        | 20       | Налягане-гориво | 25    |       |
| Отп  | 4  | Патрик Депайе     | Тирел-Форд        | 16       | Спирачки        | 18    |       |
| Отп  | 15 | Жан-Пиер Жабуй    | Рено              | 16       | Турбо           | 21    |       |
| Отп  | 10 | Иън Шектър        | Марч-Форд         | 6        | Инцидент        | 24    |       |
| Отп  | 3  | Рони Петерсон     | Тирел-Форд        | 3        | Двигател        | 16    |       |
| Отп  | 23 | Патрик Тамбе      | Инсайн-Форд       | 3        | Електро         | 10    |       |
| Отп  | 24 | Рупърт Кийгън     | Хескет-Форд       | 0        | Инцидент        | 13    |       |
| НКв  | 9  | Алекс Рибейро     | Марч-Форд         |          |                 |       |       |
| НКв  | 22 | Клей Регацони     | Инсайн-Форд       |          |                 |       |       |
| НКв  | 38 | Брайън Хентън     | Марч-Форд         |          |                 |       |       |
| НКв  | 36 | Емилио де Вильота | Макларън-Форд     |          |                 |       |       |
| DNPQ | 31 | Дейвид Пърли      | ЛЕК-Форд          |          |                 |       |       |
| DNPQ | 33 | Анди Сутклиф      | Марч-Форд         |          |                 |       |       |
| DNPQ | 35 | Гай Едуардс       | БРМ               |          |                 |       |       |
| DNPQ | 44 | Тони Тример       | Съртис-Форд       |          |                 |       |       |
| DNPQ | 45 | Брайън Макгуайър  | Макгуайър-Форд    |          |                 |       |       |
| DNPQ | 32 | Мико Козаровицки  | Марч-Форд         |          |                 |       |       |
| Отк  |    | Харалд Ертъл      | Хескет-Форд       |          |                 |       |       |

## Класирането след състезанието
| Поз | Пилот           | Точки |
| --- | --------------- | ----- |
| 1   | Ники Лауда      | 39    |
| 2   | Марио Андрети   | 32    |
| 3   | Джоди Шектър    | 32    |
| 4   | Карлос Ройтеман | 28    |
| 5   | Джеймс Хънт     | 22    |
| 6   | Гунар Нилсон    | 20    |
| 7   | Йохен Мас       | 17    |
| 8   | Жак Лафит       | 10    |

| Поз | Конструктор       | Точки   |
| --- | ----------------- | ------- |
| 1   | Ферари            | 56 (58) |
| 2   | Лотус-Форд        | 47      |
| 3   | Макларън-Форд     | 34      |
| 4   | Волф-Форд         | 32      |
| 5   | Брабам-Алфа Ромео | 19      |
| 6   | Тирел-Форд        | 14      |
| 7   | Лижие-Матра       | 10      |
| 8   | Фитипалди-Форд    | 8       |